# 纳哈尔卡蒂耶
纳哈尔卡蒂耶（Naharkatiya），是印度阿萨姆邦Dibrugarh县的一个城镇。总人口15528（2001年）。

## 人口
该地2001年总人口15528人，其中男性8278人，女性7250人；0—6岁人口1614人，其中男846人，女768人；识字率78.01%，其中男性为81.64%，女性为73.86%。